# Lambula bilineata
Lambula bilineata är en fjärilsart som beskrevs av Bethune-Baker 1904. Lambula bilineata ingår i släktet Lambula och familjen björnspinnare. Inga underarter finns listade i Catalogue of Life.